# Cyaneolytta signifrons
Cyaneolytta signifrons is een keversoort uit de familie van oliekevers (Meloidae). De wetenschappelijke naam van de soort is voor het eerst geldig gepubliceerd in 1870 door Fåhraeus.